# Mesolimnella biocellata
Mesolimnella biocellata är en insektsart som beskrevs av Dlabola 1994. Mesolimnella biocellata ingår i släktet Mesolimnella och familjen dvärgstritar. Inga underarter finns listade i Catalogue of Life.